# Venezillo natalensis
Venezillo natalensis är en kräftdjursart som först beskrevs av Walter E. Collinge 1917B.  Venezillo natalensis ingår i släktet Venezillo och familjen Armadillidae. Inga underarter finns listade i Catalogue of Life.